# Собор Успения Пресвятой Богородицы (Кашира)
Собор Успения Пресвятой Богородицы — православный храм Московской областной епархии Русской православной церкви, расположенный в городе Кашире Московской области.

## Описание
Основание деревянной церкви относится к первой четверти XVII века. Не позже 1726 года на средства, выделенные из государственного казначейства по решению императрицы Екатерины I, церковь перестроили. Вероятно ко времени освящения храма князь Волконский подарил Успенской Каширской церкви Евангелие с надписью за 1726 год. В 1829 году к этой церкви пристроили трапезную с Покровским приделом с правой стороны, а в 1833 году придел архистратига Михаила — с левой. В 1837 году деревянная церковь за ветхостью была разобрана и началось строительство новой каменной в то же именование. Закончили строительство в 1842 году. Храм был построен на средства частных лиц: трапезная — на деньги губернского секретаря Ивана Митрофанова, сам храм — на средства московского коммерции советника купца Семёна Лонгиновича Лепёшкина. При церкви имелась церковно-приходская школа (ЦПШ) и высшее начальное училище (ВНУ). В церковный приход входили: часть города и деревня Медведки (в 4-х верстах от Каширы).
В 1930-х собор был закрыт. Его здание использовалось под склад, автомастерскую, пункт приема стеклотары. В 1989 году здание собора было возвращено общине верующих, и началось его восстановление.
К собору приписана часовня преподобного Сергия Радонежского. Престольный праздник: Успения Пресвятой Богородицы (28 августа).